# Nissan Cefiro
Der Nissan Cefiro ist ein Modell der oberen Mittelklasse des japanischen Automobilherstellers Nissan und wurde von 1988 bis 2003 angeboten. Verkauft wurde das Modell vorwiegend in asiatischen und ozeanischen Ländern und in geringer Stückzahl auch nach Südamerika und Russland exportiert. Nach der Produktionseinstellung in Japan wurde der Name Cefiro in bestimmten Märkten weiterhin für den Nachfolger Nissan Teana verwendet.
Ab der zweiten Generation war der Cefiro ein offizielles Schwestermodell des Infiniti I30 und des Nissan Maxima.
In Taiwan produzierte die Yulon Motor Company den Cefiro bis 2002 und bot diesen unter ihrer eigenen Luxusmarke AREX an.

## Cefiro A31 (1988–1994)
Die erste Generation des Cefiro wurde im September 1988 aufgelegt und bot dem Kunden für die damalige Zeit sehr viele High-Tech-Neuerungen. Der A31 war als sportliche Limousine ausgelegt und nutzte als Basis die Bodengruppe des Skyline R32. Mit diesem teilte er daher einige technische Details wie die Reihensechszylinder, den Hinterradantrieb, eine Allradlenkung und ein Fünfgang-Automatikgetriebe. Der Cefiro wartete zudem mit einer breiten Motorenpalette auf, die auch ein Triebwerk mit Turboaufladung beinhaltete. Wegen der starken Motorisierung erfreuen sich diese Modelle in der Driftszene großer Beliebtheit.
| Nissan Cefiro A31          | 2.0                                          | 2.0                                          | 2.0 Turbo                                    | 2.5                                          |
| -------------------------- | -------------------------------------------- | -------------------------------------------- | -------------------------------------------- | -------------------------------------------- |
| Bauzeitraum:               | 1988–1994                                    | 1988–1994                                    | 1988–1994                                    | 1992–1994                                    |
| Motor:                     | 6-Zylinder-Ottomotor in Reihenbauweise       | 6-Zylinder-Ottomotor in Reihenbauweise       | 6-Zylinder-Ottomotor in Reihenbauweise       | 6-Zylinder-Ottomotor in Reihenbauweise       |
| Hubraum:                   | 1998 cm³                                     | 1998 cm³                                     | 1998 cm³                                     | 2498 cm³                                     |
| Motortyp:                  | RB20E                                        | RB20DE                                       | RB20DET                                      | RB25DE                                       |
| Bohrung × Hub:             | 78,0 × 69,7 mm                               | 78,0 × 69,7 mm                               | 78,0 × 69,7 mm                               | 86,0 × 71,1 mm                               |
| Leistung bei 1/min:        | 92 kW (125 PS) bei 5600                      | 114 kW (155 PS) bei 6400                     | 151 kW (205 PS) bei 6400                     | 132 kW (180 PS) bei 6000                     |
| Max. Drehmoment bei 1/min: | 172 Nm bei 4400                              | 184 Nm bei 5200                              | 265 Nm bei 3200                              | 226 Nm bei 5200                              |
| Verdichtung:               | 9,5:1                                        | 10,2:1                                       | 10,5:1                                       | 10,0:1                                       |
| Gemischaufbereitung:       | Elektronische Einspritzung                   | Elektronische Einspritzung                   | Elektronische Einspritzung                   | Elektronische Einspritzung                   |
| Ventilsteuerung:           | OHC                                          | DOHC, 4 Ventile pro Zylinder                 | DOHC, 4 Ventile pro Zylinder                 | DOHC, 4 Ventile pro Zylinder                 |
| Kühlung:                   | Wasserkühlung                                | Wasserkühlung                                | Wasserkühlung                                | Wasserkühlung                                |
| Getriebe, serienmäßig:     | 5-Gang-Schaltgetriebe                        | 5-Gang-Schaltgetriebe                        | 5-Gang-Schaltgetriebe                        | 5-Gang-Automatikgetriebe                     |
| Getriebe, optional:        | 5-Gang-Automatikgetriebe                     | 5-Gang-Automatikgetriebe                     | 5-Gang-Automatikgetriebe                     | —                                            |
| Antrieb, serienmäßig:      | Hinterradantrieb                             | Hinterradantrieb                             | Hinterradantrieb                             | Hinterradantrieb                             |
| Antrieb, optional:         | —                                            | —                                            | Allradantrieb                                | —                                            |
| Radaufhängung vorn:        | Einzelradaufhängung                          | Einzelradaufhängung                          | Einzelradaufhängung                          | Einzelradaufhängung                          |
| Radaufhängung hinten:      | Einzelradaufhängung, Mehrlenkerachse         | Einzelradaufhängung, Mehrlenkerachse         | Einzelradaufhängung, Mehrlenkerachse         | Einzelradaufhängung, Mehrlenkerachse         |
| Bremsen:                   | Scheibenbremsen rundum, Bremskraftverstärker | Scheibenbremsen rundum, Bremskraftverstärker | Scheibenbremsen rundum, Bremskraftverstärker | Scheibenbremsen rundum, Bremskraftverstärker |
| Spurweite vorn/hinten:     | 1460/1455 mm                                 | 1460/1455 mm                                 | 1460/1455 mm                                 | 1460/1455 mm                                 |
| Radstand:                  | 2670 mm                                      | 2670 mm                                      | 2670 mm                                      | 2670 mm                                      |
| Abmessungen:               | 4690–4765 × 1695–1705 × 1375 mm              | 4690–4765 × 1695–1705 × 1375 mm              | 4690–4765 × 1695–1705 × 1375 mm              | 4690–4765 × 1695–1705 × 1375 mm              |
| Leergewicht:               | 1240–1320 kg                                 | 1290–1390 kg                                 | 1320–1510 kg                                 | 1400–1420 kg                                 |
| Höchstgeschwindigkeit:     | nicht angegeben                              | nicht angegeben                              | nicht angegeben                              | nicht angegeben                              |
| 0–100 km/h:                | nicht angegeben                              | nicht angegeben                              | nicht angegeben                              | nicht angegeben                              |

## Cefiro A32 (1994–1998)
Mit der zweiten Generation des Cefiro, die im August 1994 auf den Markt kam, wurde auf die sportlichen Gene des Vorgängers verzichtet und das neue Modell als luxuriöses und komfortables Fahrzeug ausgelegt. Der Antrieb erfolgte nun über die Vorderräder und drei neu entwickelte V6-Motoren wurden als Ersatz für die alten Reihensechszylinder verbaut. Der A32 ist zudem die einzige Cefiro-Generation, die neben der viertürigen Stufenhecklimousine auch als fünftüriger Kombi erhältlich war. Dieser wurde ab Juni 1997 verkauft.
Ab dieser Generation war der Cefiro baugleich mit dem Nissan Maxima sowie dem Infiniti I30, die nur als Limousine in Europa beziehungsweise Nordamerika erhältlich waren.

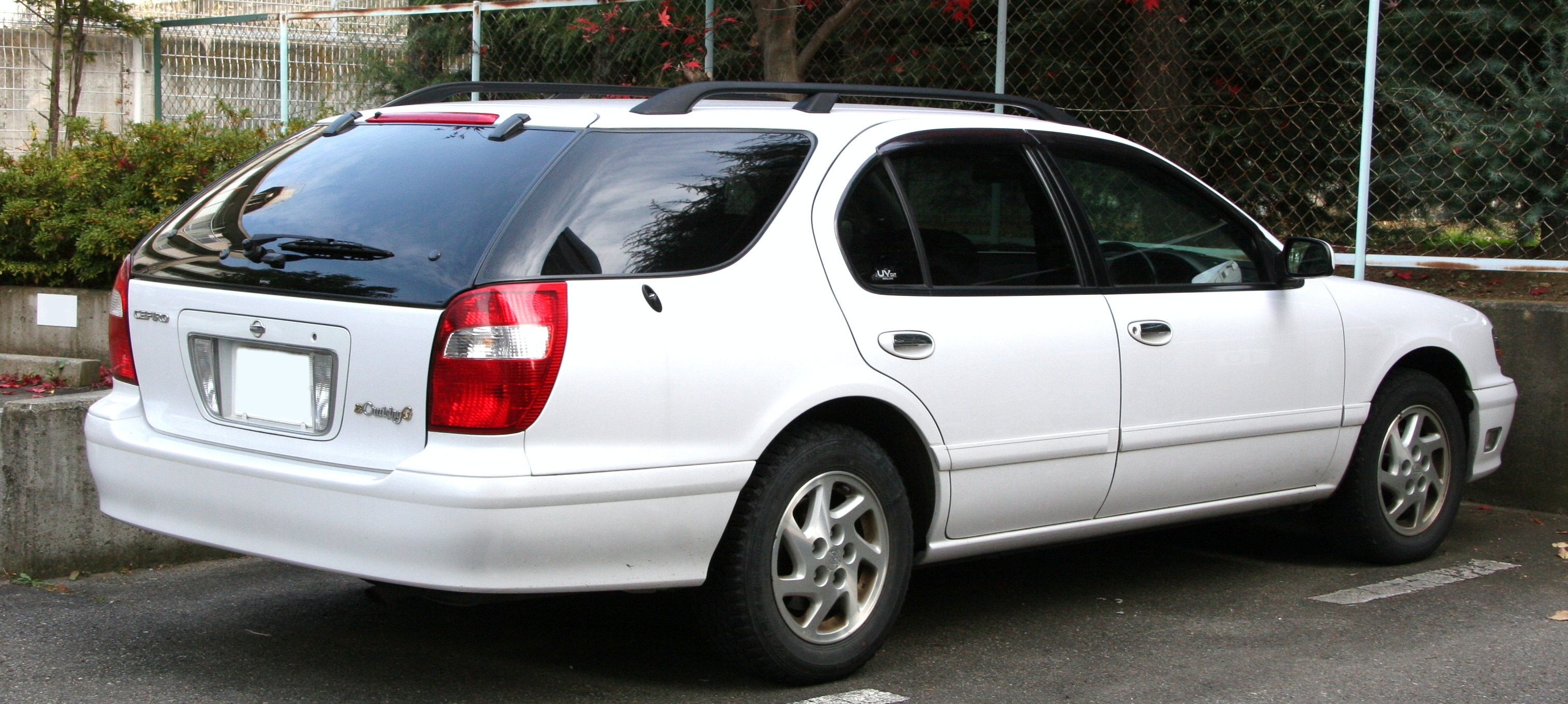
Nissan Cefiro Kombi

| Nissan Cefiro A32          | 2.0                                          | 2.5                                          | 3.0                                          |
| -------------------------- | -------------------------------------------- | -------------------------------------------- | -------------------------------------------- |
| Bauzeitraum:               | 1994–1998                                    | 1994–1998                                    | 1994–1998                                    |
| Motor:                     | 6-Zylinder-V-Ottomotor                       | 6-Zylinder-V-Ottomotor                       | 6-Zylinder-V-Ottomotor                       |
| Hubraum:                   | 1995 cm³                                     | 2495 cm³                                     | 2987 cm³                                     |
| Motortyp:                  | VQ20DE                                       | VQ25DE                                       | VQ30DE                                       |
| Bohrung × Hub:             | 76,0 × 73,3 mm                               | 85,0 × 73,3 mm                               | 93,0 × 73,3 mm                               |
| Leistung bei 1/min:        | 114 kW (155 PS) bei 6400                     | 140 kW (190 PS) bei 6400                     | 162 kW (220 PS) bei 6400                     |
| Max. Drehmoment bei 1/min: | 186 Nm bei 4400                              | 235 Nm bei 4000                              | 280 Nm bei 4400                              |
| Verdichtung:               | 9,5:1                                        | 10,0:1                                       | 10,0:1                                       |
| Gemischaufbereitung:       | Elektronische Einspritzung                   | Elektronische Einspritzung                   | Elektronische Einspritzung                   |
| Ventilsteuerung:           | DOHC                                         | DOHC                                         | DOHC                                         |
| Kühlung:                   | Wasserkühlung                                | Wasserkühlung                                | Wasserkühlung                                |
| Getriebe, serienmäßig:     | 5-Gang-Schaltgetriebe                        | 4-Gang-Automatikgetriebe                     | 4-Gang-Automatikgetriebe                     |
| Getriebe, optional:        | 4-Gang-Automatikgetriebe                     | —                                            | —                                            |
| Antrieb, serienmäßig:      | Vorderradantrieb                             | Vorderradantrieb                             | Vorderradantrieb                             |
| Antrieb, optional:         | —                                            | —                                            | —                                            |
| Radaufhängung vorn:        | Einzelradaufhängung                          | Einzelradaufhängung                          | Einzelradaufhängung                          |
| Radaufhängung hinten:      | Mehrlenkerachse                              | Mehrlenkerachse                              | Mehrlenkerachse                              |
| Bremsen:                   | Scheibenbremsen rundum, Bremskraftverstärker | Scheibenbremsen rundum, Bremskraftverstärker | Scheibenbremsen rundum, Bremskraftverstärker |
| Spurweite vorn/hinten:     | 1530/1510 mm                                 | 1520–1530/1500–1510 mm                       | 1520/1500 mm                                 |
| Radstand:                  | 2700 mm                                      | 2700 mm                                      | 2700 mm                                      |
| Abmessungen:               | 4760 × 1770 × 1410 mm                        | 4760 × 1770 × 1410 mm                        | 4760 × 1770 × 1410 mm                        |
| Leergewicht:               | 1290–1360 kg                                 | 1340–1390 kg                                 | 1360–1400 kg                                 |
| Höchstgeschwindigkeit:     | nicht angegeben                              | nicht angegeben                              | nicht angegeben                              |
| 0–100 km/h:                | nicht angegeben                              | nicht angegeben                              | nicht angegeben                              |

## Cefiro A33 (1998–2003)
Die dritte Generation des Cefiro war die letzte in Japan gebaute und vertriebene dieses Modells, die Markteinführung war im Dezember 1998. Für das neue Modell waren nur noch zwei V6-Motoren verfügbar, ein 2,0 Liter aus dem Vorgängermodell und ein 2,5 Liter mit Direkteinspritzung. Durch die herabgesetzte Auswahlmöglichkeit an Extras und Motoren erzielte der A33 keine guten Verkaufszahlen, einzig in Malaysia fand er einen größeren Absatz.
Ein Nachfolger wurde in Japan unter dem Modellnamen Teana platziert. Dieser wurde in bestimmten Märkten auch als Cefiro verkauft.
| Nissan Cefiro A33          | 2.0                                                                 | 2.5                                          |
| -------------------------- | ------------------------------------------------------------------- | -------------------------------------------- |
| Bauzeitraum:               | 1998–2003                                                           | 1998–2002                                    |
| Motor:                     | 6-Zylinder-V-Ottomotor                                              | 6-Zylinder-V-Ottomotor                       |
| Hubraum:                   | 1995 cm³                                                            | 2495 cm³                                     |
| Motortyp:                  | VQ20DE                                                              | VQ25DD                                       |
| Bohrung × Hub:             | 76,0 × 73,3 mm                                                      | 85,0 × 73,3 mm                               |
| Leistung bei 1/min:        | 118 kW (160 PS) bei 6400                                            | 155 kW (210 PS) bei 6400                     |
| Max. Drehmoment bei 1/min: | 196 Nm bei 4400                                                     | 265 Nm bei 4400                              |
| Verdichtung:               | 10,0:1                                                              | 11,0:1                                       |
| Gemischaufbereitung:       | Elektronische Einspritzung                                          | Direkteinspritzung                           |
| Ventilsteuerung:           | DOHC                                                                | DOHC                                         |
| Kühlung:                   | Wasserkühlung                                                       | Wasserkühlung                                |
| Getriebe, serienmäßig:     | 5-Gang-Schaltgetriebe (bis 8/02) 4-Gang-Automatikgetriebe (ab 8/02) | 4-Gang-Automatikgetriebe                     |
| Getriebe, optional:        | 4-Gang-Automatikgetriebe (bis 8/02)                                 | —                                            |
| Antrieb, serienmäßig:      | Vorderradantrieb                                                    | Vorderradantrieb                             |
| Antrieb, optional:         | —                                                                   | —                                            |
| Radaufhängung vorn:        | Einzelradaufhängung                                                 | Einzelradaufhängung                          |
| Radaufhängung hinten:      | Mehrlenkerachse                                                     | Mehrlenkerachse                              |
| Bremsen:                   | Scheibenbremsen rundum, Bremskraftverstärker                        | Scheibenbremsen rundum, Bremskraftverstärker |
| Spurweite vorn/hinten:     | 1530/1510 mm                                                        | 1530/1510 mm                                 |
| Radstand:                  | 2750 mm                                                             | 2750 mm                                      |
| Abmessungen:               | 4785–4920 × 1780 × 1440 mm                                          | 4785–4920 × 1780 × 1440 mm                   |
| Leergewicht:               | 1370–1420 kg                                                        | 1450–1470 kg                                 |
| Höchstgeschwindigkeit:     | nicht angegeben                                                     | nicht angegeben                              |
| 0–100 km/h:                | nicht angegeben                                                     | nicht angegeben                              |

## Cefiro J31 (2003 bis 2012)
Die vierte Generationen wurde zuletzt nur noch in China und in Thailand gebaut. In letzterem allerdings nur als CKD-Bausatz und mit eigenständigem Interieur. Der baugleiche Nissan Teana wird hier vorwiegend als Japan-Import verkauft und die CKD-Modelle darum hauptsächlich in China verkauft. Unterschiede gibt es hier trotz gleicher Motorisierung vor allem in der Ausstattung. Das in China gebaute Modell gibt es ausschließlich mit Automatikgetriebe und Vollleder-Ausstattung; das Thai-Modell hingegen ausschließlich mit Stoffbezug und wahlweise Schaltgetriebe oder Automatik. Auch in der Sonderausstattung ist das Thai-Modell weit unterlegen. Hauptmärkte des Cefiro sind vor allem Großstadträume wie Hongkong und Shanghai. Bis ins Spätjahr 2012 rollte der Cefiro nur noch bei der pakistanischen Ghandhara Nissan Ltd. vom Band. Auf allen anderen Märkten wurde der Modellname zwischen 2007 und 2009 bereits mit der Einführung der neuen Generation unter dem Modellcode J32 zu Teana umgeändert.